# Carl-Uwe Steeb
Carl-Uwe Steeb (Aalen, Baden-Württemberg, 1 de septiembre de 1967) es un jugador profesional retirado de tenis alemán.
Steeb fue profesional desde 1986. Ganó su primer gran Torneo en 1989, al vencer en  Gstaad. Su mejor actuación en un Torneo de Grand Slam se dio en el Abierto de Australia de 1988, en el US Open de 1991, y en el Torneo de Roland Garros  de 1992.
Steeb fue miembro del equipo Alemán Copa Davis que se obtuvo el campeonato en 1988, 1989 y 1993 (jugó en las finales de 1988 y 1989 y en las primeras rondas de 1993).
A lo largo de su carrera, Steeb ganó tres torneos de primer nivel en individuales y tres en dobles. Su major ubicación en el ranking en individuals se dio en 1990 cuando alcanzó el puesto Nº 14, y en dobles el puesto Nº 41 (1989). Ganó un total de 2.320.082 dólares. Se retiró del circuito professional en 1996.